# Időföldrajz
Az időföldrajz az egyének cselekvéseinek térbeli és időbeli kereteivel foglalkozik. Egy irányzatot képvisel a társadalomföldrajzon belül.

## Az időföldrajz eredete
Az időföldrajz elmélete visszavezethető egészen Torsten Hägerstrand svéd geográfushoz, aki kihangsúlyozta az „időbeli tényezőt” a „térbeli emberi tevékenységekben”. A „tér-idő pálya” megmutatja az egyes tér-idő környezet alakulását a két tényező által elfoglalt helyekkel. Annak a vizsgálata, hogy milyen szabályossággal „mozog a népesség a nap 24 órájában egy településen belül” (például: tanulók a lakóhely és az iskola között), vagy egy „téregységen” belül (például: ingázás).
Hagerstrand három fajta korlátot határozott meg:
- Hatóság: korlátozza a hozzáférést néhány helyhez, vagy tartományhoz, amelyek egy bizonyos egyéné, amik védve vannak a tulajdonosok, illetve valamely hatóság által.
- Képesség: az egyének mozgásának korlátozása, természetük alapján. Például az emberi mozgás nem megvalósítható akkor, ha nincs elegendő élelmiszer, ital, alvás, ami azt „táplálja”,
- Összekapcsolás: egyedi rendszer, lekötni egy embert egy bizonyos helyre, miközben más egyénekkel való közös feladatvégzésre utasítják, így az egyének „kölcsönhatásba” kerülnek.

Ezek a modellek a fejlett országokban voltak alkalmazhatóak, amik egyúttal módszerül szolgáltak a távlati területi-és várostervezésben egyaránt.
A fent említett metodikákat egy sor posztmodern és feminista geográfus bírálta.

## Fordítás
- Ez a szócikk részben vagy egészben  a   Time geography című angol Wikipédia-szócikk ezen változatának fordításán alapul.  Az eredeti cikk szerkesztőit annak laptörténete sorolja fel. Ez a jelzés csupán a megfogalmazás eredetét és a szerzői jogokat jelzi, nem szolgál a cikkben szereplő információk forrásmegjelöléseként.